# États-Unis aux Jeux olympiques d'été de 1956
Les États-Unis participent aux Jeux olympiques d'été de 1956 se déroulant à Melbourne, en Australie. Il s'agit de leur 13e participation à des Jeux d'été.
La délégation américaine, composée de 297 athlètes, termine deuxième du classement par nations, derrière l'URSS, avec 74 médailles (32 en or, 25 en argent et 17 en bronze).

## Liste des médaillés américains

### Médailles d'or
- Bobby Joe Morrow — Athlétisme, 100 m masculin
- Bobby Joe Morrow — Athlétisme, 200 m masculin
- Charlie Jenkins — Athlétisme, 400 m masculin
- Tom Courtney — Athlétisme, 800 m masculin
- Lee Calhoun — Athlétisme, 110 m haies
- Glenn Davis — Athlétisme, 400 m haies
- Thane Baker, Leamon King, Bobby Joe Morrow, et Ira Murchison — Athlétisme, relais 4 × 100 m masculin
- Tom Courtney, Charlie Jenkins, Lou Jones, et Jesse Mashburn — Athlétisme, relais 4 × 400 m masculin
- Charles Dumas — Athlétisme, saut en hauteur
- Bob Richards — Athlétisme, saut à la perche masculin
- Greg Bell — Athlétisme, saut en longueur masculin
- Parry O'Brien — Athlétisme, Lancer du poids masculin
- Harold Connolly — Athlétisme, lancer du marteau masculin
- Milt Campbell — Athlétisme, décathlon
- Millie McDaniel — Athlétisme, saut en hauteur masculin
- Al Oerter — Athlétisme, lancer du disque masculin
- Dick Boushka, Carl Cain, Chuck Darling, Bill Evans, Gib Ford, Burdette Haldorson, Bill Hougland, Bob Jeangerard, K.C. Jones, Bill Russell, Ron Tomsic, et Jim Walsh — Basketball, hommes
- James Boyd — Boxe
- Pete Rademacher — Boxe
- Bob Clotworthy — Plongeon
- Patricia McCormick — Plongeon
- Patricia McCormick — Plongeon
- Jim Fifer and Duvall Hecht — Aviron
- Arthur Ayrault, Conn Findlay, and Kurt Seiffert — Aviron, deux de couple masculin
- William Becklean, Donald Beer, Thomas Charlton, John Cooke, Caldwell Esselstyn, Charles Grimes, Robert Morey, Rusty Wailes, et David Wight — Aviron, huit
- William Yorzyk — Natation, 200 m papillon masculin
- Shelley Mann — Natation, 100 m papillon féminin
- Charles Vinci — Haltérophilie
- Isaac Berger — Haltérophilie
- Tommy Kono —Haltérophilie
- Paul Edward Anderson — Haltérophilie
- Lawrence Low and Bert Williams — Voile

### Médailles d'argent
- Thane Baker — Athlétisme, 100 m masculin
- Andy Stanfield — Athlétisme, 200 m masculin
- Jack Davis — Athlétisme, 110 m haies
- Eddie Southern — Athlétisme, 400 m haies masculin
- Bob Gutowski — Athlétisme, Saut à ma perche
- John Bennett — Athlétisme, saut en longueur
- Bill Nieder — Athlétisme, lancer du poids masculin
- Fortune Gordien — Athlétisme, lancer du disque masculin
- Rafer Johnson — Athlétisme, décathlon
- Willye White — Athlétisme, saut en longueur féminin
- José Torres — Boxe
- Don Harper — Plongeon
- Gary Tobian — Plongeon
- Jeanne Stunyo — Plongeon
- Juno Irwin — Plongeon
- Bill André, Jack Daniels, et George Lambert — Pentathlon moderne, hommes par équipes
- Pat Costello and Jim Gardiner — Aviron
- James McIntosh, Arthur McKinlay, John McKinlay, et John Welchli — Aviron
- George Breen, Richard Hanley, Ford Konno, et Bill Woolsey — Natation, 4 × 200m nage libre masculin
- Carin Cone — Swimming, 100 m dos femmes
- Nancy Ramey — Swimming, 100 m papillon femmes
- Shelley Mann, Joan Rosazza, Sylvia Ruuska, et Nancy Simons — Swimming, Women's 4×100m Freestyle Relay
- Peter George — Haltérophilie
- David Sheppard — Haltérophilie
- Daniel Hodge — Lutte

### Médaille de bronze
- Thane Baker — Athlétisme, 200 m masculin
- Joel Shankle — Athlétisme, 110 m haies
- Josh Culbreath — Athlétisme, 400 m haies
- Des Koch — Athlétisme, lancer du disque masculin
- Isabelle Daniels, Mae Faggs, Margaret Matthews, et Wilma Rudolph — Athlétisme, relais 4 × 100 m masculin
- Dick Connor — Plongeon
- Paula Jean Myers-Pope — Plongeon
- John Kelly — Aviron
- Offutt Pinion — Tir
- George Breen — Natation, 400 m nage libre masvulin
- George Breen — Natation, 1 500 m nage libre masculin
- Frank McKinney — Natation, 100 m dos masculin
- Sylvia Ruuska — Natation, 400 m nage libre féminin
- Mary Sears — Natation, 100 m papillon féminin
- James George — Haltérophilie
- Peter Blair — Lutte
- John Marvin — Voile, Finn